# Кодру (Бихор)
Кодру (рум. Codru) насеље је у Румунији у округу Бихор у општини Шоими. Oпштина се налази на надморској висини од 369 m.

## Становништво
Према подацима из 2002. године у насељу је живело 257 становника, од којих су сви румунске националности.